# جان تورنتون
جان تورنتون (انگلیسی: John Thornton; ۱ ژانویهٔ ۱۳۸۵ – ۱ ژانویهٔ ۱۴۹۵) (1405-1433) یک هنرمند چیره‌دست شیشه‌کاری و شیشه‌های رنگی بود که در قرن پانزدهم در انگلستان فعال بود. آثا او شامل تعدادی از بهترین شیشه‌های قرون وسطایی انگلیسی است.
تورنتون در انتشار سبک گوتیک بین‌المللی در شمال و میدلندز انگلستان نقش اساسی داشت. محصولات کارگاه او را می‌توان با استفاده از شیشه‌های سفید و لکه‌های زرد در کنار پس‌زمینه‌های آبی و یاقوتی با طرح‌های جلبک دریایی و با مدل‌سازی بسیار متمایز چهره‌ها تشخیص داد.
شاهکار تورنتون، پنجره بزرگ شرقی یورک مینستر است که بزرگ‌ترین در ساختمان است و حدود ۱۶۸۰ فوت مربع (۱۵۶ متر مربع) شیشه دارد. طبق قرارداد، بسیاری از کارها باید با دست خود او اجرا می‌شد. تورنتون احتمالاً شیشه‌سازان محلی را در یورک استخدام کرده‌است: به نظر می‌رسد که او معلمی مشتاق بوده‌است و سبک او به سرعت در این منطقه غالب شد.

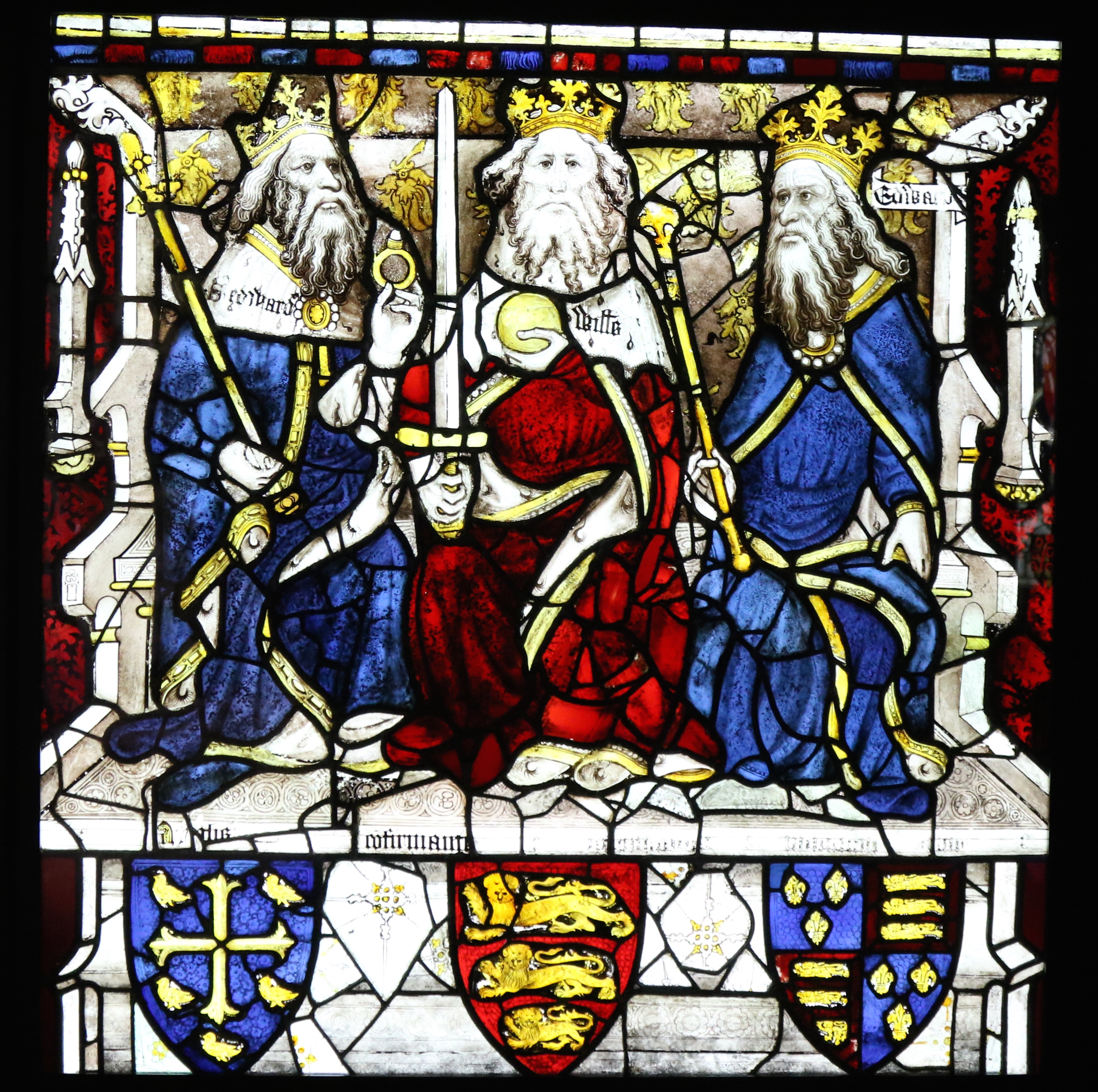

آثاری که تصور می‌شود توسط تورنتون ساخته شده‌است را می‌توان در چندین کلیسای کوچکتر و همچنین در سالن سنت مری در کاونتری یافت. پنجره‌های باقی‌مانده او برای کلیسای جامع کاونتری قبل از اینکه در کاونتری بلیتز تخریب شود، برداشته شد و حفظ شده‌است. همچنین تصور می‌شود که وی پنجره‌ها را از کلیسای کوچک همپتون کورت، هرفوردشایر ساخته‌است، که اکنون در مجموعه‌های مختلف پراکنده شده‌اند، و هفت پانل در کلیسای سنت مریم مجدلیه، نیوآرک-آن-ترنت موجود است.